# Liste der Museen im Landkreis Heidekreis
Dies ist eine Liste der Museen im niedersächsischen Landkreis Heidekreis.
| Institution                      | Ort            | Bild |
| -------------------------------- | -------------- | ---- |
| Cordinger Mühle                  | Walsrode       |      |
| Dat ole Huus                     | Wilsede        |      |
| De Theeshof                      | Schneverdingen |      |
| Deutsches Panzermuseum Munster   | Munster        |      |
| Felto – Filzwelt Soltau          | Soltau         |      |
| Harry’s klingendes Museum        | Schwarmstedt   |      |
| Heidemuseum Rischmannshof        | Walsrode       |      |
| Iserhatsche                      | Bispingen      |      |
| Kunst-Landschaft Springhornhof   | Neuenkirchen   |      |
| Museum Soltau                    | Soltau         |      |
| Ollershof                        | Munster        |      |
| Pult- und Federkiel-Museum Insel | Schneverdingen |      |
| Schröers-Hof                     | Neuenkirchen   |      |
| Soltauer Salzmuseum              | Soltau         |      |
| Spielmuseum Soltau               | Soltau         |      |
| Wassermühle Lünzen               | Schneverdingen |      |